# Yassine Lakhal
Yassine Lakhal (10 maart 1989) is een Marokkaans betaald voetballer die doorgaans als aanvaller speelt. Hij ruilde Al-Ain in 2020 in voor Al-Arabi Club.